# Melittomma albitarsis
Melittomma albitarsis är en skalbaggsart som beskrevs av Blair 1936. Melittomma albitarsis ingår i släktet Melittomma och familjen varvsflugor. Inga underarter finns listade i Catalogue of Life.